# Centauro Editora
A Centauro Editora é uma editora brasileira, originada da Editora Moraes, por sua vez originada da Editora Cortez & Moraes, que fora fundada em 1968 por José Xavier Cortez, Orozimbo José de Moraes e Virgílio da Silva Fagá. Em 1980, quando a Cortez & Moraes foi dissolvida, foram formadas a Editora Cortez e a Editora Moraes, e em meados de 1999, a Editora Moraes passou a ser a Centauro Editora.

## Histórico
A livraria Cortez & Moraes foi fundada nas dependências da PUC-SP (Pontifícia Universidade Católica de São Paulo). Entre 1979 – 1980, a Cortez & Moraes se dissolveu dando origem à Cortez Editora e à Editora Moraes, a primeira sob os cuidados de José Xavier Cortez, e esta última sob os cuidados de Orozimbo e Virgílio.
Em meados de 1999, Virgílio da Silva Fagá comprou todos os direitos, títulos e estoque, extinguiu a Moraes e criou a Centauro Editora com o apoio dos filhos Almir Caparrós Fagá e Adalmir Caparrós Fagá.
Atualmente, a Centauro Editora caracteriza uma linha editorial destinada a pesquisadores e estudiosos das ciências políticas e sociais, educadores e ao público em geral que, de outra forma não teriam acesso a essas bases de conhecimento.